# Benedicto Kiwanuka

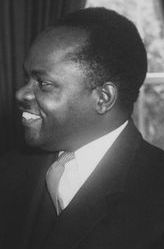
Benedicto Kiwanuka, 1961

Benedicto Kiwanuka (* 8. Mai 1922; † 22. September 1972) war ein ugandischer Politiker.
Kiwanuka war der erste einheimische Premierminister von Uganda und der Führer der Demokratischen Partei.
Nach seinem Schulabschluss kam Kiwanuka zu den King’s African Rifles, wo er im Zweiten Weltkrieg den Rang eines Oberstabsfeldwebels erreichte. Nach dem Krieg arbeitete er als Dolmetscher am High Court of Uganda. Von 1950 bis 1952 besuchte er ein Rechtsseminar in Lesotho, bevor er von 1952 bis 1956 am University College London Recht studierte. Im Februar 1956 wurde er von der Anwaltskammer von Gray’s Inn aufgenommen. Nach seiner Rückkehr nach Uganda arbeitete er bis 1959 als Anwalt.
1958 wurde er zum Vorsitzenden der Demokratischen Partei gewählt. Nach dem Erfolg in den Wahlen von 1961 wurde er ab dem 1. März 1961 Premierminister von Uganda. Die Wahlen 1962 wurden gegen eine Allianz von Uganda People’s Congress und Kabaka Yekka verloren, so dass es Milton Obote war, der das Land am 9. Oktober 1962 als Premierminister in die endgültige Unabhängigkeit führte.
Kiwanuka wurde 1969 von der Regierung unter Obote in Haft genommen. Nach der Machtübernahme Idi Amins wurde er freigelassen und übernahm das Amt des Präsidenten des Supreme Court of Uganda. Doch in dieser Position kam er in Konflikt mit Amin, der sich häufig über die Rechtsprechung hinwegsetzte. Dies führte schließlich 1972 zur Ermordung Kiwanukas durch Gefolgsleute Amins.
| Personendaten    | Personendaten         |
| ---------------- | --------------------- |
| NAME             | Kiwanuka, Benedicto   |
| KURZBESCHREIBUNG | ugandischer Politiker |
| GEBURTSDATUM     | Mai 1922              |
| STERBEDATUM      | 22. September 1972    |